# Lars Åhlén
Lars Åhlén, född 20 augusti 1931 i Helsingborg, död 5 september 2019 i Jönköping, var en svensk jurist och ämbetsman.
Lars Åhlén avlade juris kandidatexamen vid Stockholms universitet 1960. Efter tingstjänstgöring blev han fiskal i Göta hovrätt 1963 och assessor 1970.  Han var sakkunnig i Justitiedepartementet 1971–1972 och blev enhetschef vid Domstolsväsendets organisationsnämnd 1973. Åhlén var byråchef på Domstolsverket 1975–1977, lagman i Jönköpings tingsrätt 1978–1980, hovrättslagman i Göta hovrätt 1981–1986, generaldirektör för Domstolsverket 1986–1994 och återigen hovrättslagman i Göta hovrätt 1994–1996. Han var president i Göta hovrätt 1996–1998.